# 2. december
2. december er dag 336 i året i den gregorianske kalender (dag 337 i skudår). Der er 29 dage tilbage af året.
Dagens navn er Bibiana.

### Begivenheder
Født - Dødsfald
- 1409 - Leipzig Universitet åbner.
- 1697 - St Paul's Cathedral, tegnet af Christopher Wren, genindvies, efter at forgængeren blev ødelagt ved Londons brand i 1666.
- 1759 - Christians Kirke på Christianshavn, oprindelig benævnt Frederiks (tyske) Kirke, tegnet af Eigtved, indvies.
- 1804 - Napoleon Bonaparte sætter kejserkronen på sit eget hoved i Notre Dame i Paris, Frankrig og bliver den første franske kejser i 1000 år. Herefter krones Joséphine til kejserinde.
- 1805 - På årsdagen for sin kejserkroning vinder Napoleon i slaget ved Austerlitz over Alexander af Rusland og Franz af Østrig (Trekejserslaget).
- 1823 - Monroe-doktrinen, som modsætter sig udenlandsk (europæisk) indblanding i amerikanske forhold, bekendtgøres.
- 1848 - Den østrigske kejser Ferdinand 1. træder tilbage og afløses af Frans Josef, der forbliver på tronen indtil 1916.
- 1851 - Efter et statskup med opløsning af den franske nationalforsamling og arrestation af 200 mennesker er vejen banet for enevældig magt til Ludvig Napoleon. Ved en folkeafstemning den 21. december vælges han til præsident for 10 år.
- 1852 - Det franske senat udråber Louis Napoleon til fransk kejser under navnet Napoleon III.
- 1859 - Den amerikanske slavemodstander John Brown henrettes - han huskes blandt andet for sangen John Brown's body.
- 1901 - King Camp Gilette præsenterer den første patenterede sikkerhedsbarbermaskine.
- 1905 - Norsk Hydro oprettes som salpeterfabrik.
- 1926 - Venstrelederen Thomas Madsen-Mygdal - som egentlig havde trukket sig tilbage - vælges til Rigsdagen i Sønderjylland.
- 1942 - På University of Chicago udføres den første nukleare kædereaktion under ledelse af fysikerne Enrico Fermi og Arthur Compton.
- 1975 - Kommunisterne overtager magten i Laos, afskaffer det 600 år gamle kongedømme og udråber Folkerepublikken Laos.
- 1982 - Den 61-årige amerikanske tandlæge Barney Clark modtager, som det første menneske, et kunstigt hjerte. Det sker på University of Utah Medical Center, Salt Lake City. Patienten dør året efter i marts måned.
- 1982 - I Spanien indsættes Felipe González som landets første socialdemokratiske regeringschef siden borgerkrigen.
- 1993 - Den colombianske narkobaron Pablo Escobar bliver skudt.
- 1987 - Prins Charles vækker opsigt i en tale i Londons Planlægningsudvalg ved at hævde, at moderne arkitekter har skadet London mere end Hitlers Luftwaffe.
- 1988 - Benazir Bhutto tages i ed som Pakistans premierminister, og hun bliver derved den første kvindelige leder af et islamisk-domineret land.
- 1995 - Den tidligere børsmægler i Barrings Bank, Nick Leeson idømmes i Singapore 6½ års fængsel for svindel, der førte til bankens krak.
- 1996 - TV 2 starter med at sende morgen-tv med programmet Go' morgen Danmark.

### Født
- 1774 - Laurids Engelstoft, dansk historiker (død 1851).
- 1859 - Georges Seurat, fransk Postimpressionistisk maler (død 1891).
- 1871 - Oluf Aarestrup, dansk kaptajn og direktør (død 1942).
- 1876 - Peter Nielsen, dansk skuespiller (død 1949).
- 1877 - Tyge J. Rothe, dansk minister og erhvervsmand (død 1970).
- 1899 - Sir John Barbirolli, italiensk-britisk dirigent (død 1970).
- 1906 - Peter Carl Goldmark, amerikansk opfinder af LP'en (long playing record) (død 1977).
- 1918 - Ove Guldberg, tidligere dansk minister (død 2008).
- 1923 - Maria Callas, græsk sopran (død 1977).
- 1923 - Jørgen Peder Hansen, dansk politiker (død 1994).
- 1924 - Alexander Haig, amerikansk general og politiker (død 2010).
- 1924 - Else Marie Pade, dansk komponist (død 2016).
- 1933 - Søren Mørch, dansk lektor, forfatter (død 2024).
- 1939 - Ole Donner, dansk fhv. folketingsmedlem  (død 2015).
- 1940 - Ebbe Mørk, dansk journalist.
- 1941 - Peter Borgwardt, dansk tv-producer.
- 1944 - Botho Strauß, tysk dramatiker.
- 1944 - Ibrahim Rugova, præsident i Kosovo. (død 2006) - død af lungekræft.
- 1945 - Lally Hoffmann, dansk korrespondent på TV 2.
- 1946 - Gianni Versace, italiensk modedesigner (død 1997).
- 1954 - Dan Butler, amerikansk skuespiller.
- 1956 - Bjørn Bredal, dansk journalist og redaktør.
- 1957 - Dagfinn Høybråten, norsk politiker.
- 1957 - Carl Jóhan Jensen, færøsk forfatter.
- 1957 - Nina Sten-Knudsen, dansk maler.
- 1961 - Søs Fenger, dansk sangerinde.
- 1968 - Lucy Liu, amerikansk skuespillerinde.
- 1969 - Charlotte Munck, dansk skuespillerinde.
- 1973 - Jan Ullrich, tysk cykelrytter.
- 1974 - Maria Yde, dansk studievært.
- 1978 - Chris Wolstenholme, bassist i det britiske band Muse.
- 1977 - David Owe, dansk skuespiller.
- 1978 - Nelly Furtado, amerikansk sangerinde.
- 1981 - Alexander Efimkin, russisk landevejscykelrytter.
- 1981 - Britney Spears, amerikansk sangerinde.
- 1982 - Morten Jensen, dansk atlet.
- 1984 - Anna David, dansk sangerinde.
- 1988 - Alfred Enoch, engelsk skuespiller.
- 1998 - Juice Wrld, amerikansk rapper (død 2019).

### Dødsfald
- 1302 - Audun Hugleiksson, norsk stormand (født ca. 1240).
- 1547 - Hernán Cortés, spansk conquistador (født 1485).
- 1552 - Francisco Xavier, spansk jesuitisk missionær (født 1506).
- 1814 - Donatien Alphonse François de Sade, fransk forfatter (født 1740).
- 1816 - Charlotte Schimmelmann, dansk grevinde (født 1757).
- 1918 - Sigurd Müller, dansk forfatter, rektor, kunst- og litteraturhistoriker (født 1844).
- 1942 - Karen Jønsson, dansk skuespiller og sanger (født 1909).
- 1943 - Nordahl Grieg, norsk forfatter og journalist (født 1902).
- 1963 - Illona Wieselmann, dansk skuespiller (født 1911).
- 1967 - Sigfred Pedersen, dansk digter (født 1903).
- 1977 - Knud Jespersen, dansk politiker (født 1926).
- 1980 - Ole Bjørn Kraft, dansk politiker og minister (født 1893).
- 1982 - Marty Feldman, engelsk humorist og skuespiller (født 1933).
- 1990 - Aaron Copland, amerikansk komponist (født 1900).
- 1995 - Robertson Davies, canadisk forfatter (født 1913).
- 2007 - Eleonora Rossi Drago, italiensk filmskuespillerinde (født 1925)
- 2020 - Valéry Giscard d'Estaing, fransk præsident (født 1926).
- 2022 - Yoshio Kikugawa, japansk fodboldspiller (født 1944).

|  | Denne datoartikel kan blive bedre, hvis der indsættes et (bedre) billede Du kan hjælpe ved at afsøge Wikimedia Commons for et passende billede eller uploade et godt billede til Wikimedia Commons iht. de tilladte licenser og indsætte det i artiklen. |